# Аникина времена (приповијетка)
„Аникина времена” је приповијетка истакнутог југословенског и српског књижевника, нобеловца и дипломате Иве Андрића. Ова приповјетка је објављена 1931. године и спада у Андрићеве дуже приповијетке.

## Радња дјела
Ово дјело почиње приповиједањем о гашењу породице Порубовић и трагичном крају попа Вујадина Порубовића из Добруна, који представља посљедњег човјека из ове лозе. Према овом попу су парохијани од почетка осјећали одређену нелагодност за чији се разлог не може навести ни његова младост ни невјештина. Писац спомиње и битног припадника лозе Порубовића, добрунског проту Мелентија и жену Анику, према којој се једно доба назива „Аникина времена”, односно времена када се једна жена Влахиња проневаљалила.
Аника је кћерка пекара Маринка Крнојелца. Њен отац је био ожењен женом из мјеста гдје је служио робију, а за становнике Добруна је она увијек представљала туђинку. Тако су гледали и на Анику. Аника израста у витку, бјелопуту дјевојку крупних очију. Велики број људи био је очаран Аником, па тако и Михаило Странац, младић на почетку трговачке каријере. Он придобија Аникину пажњу, те њих двоје почињу, прво стидљиво, а затим и све отворено комуницирати. Затим је, одједном, без икаквог јасно одређеног разлога то њихово комуницирање престало. Приповједач описује прво Михаилово трауматично, љубавно искуство. Његова прва партнерка била је једна ханџијка, која је са њим варала свог мужа. Михаило је присуствовао свађи мужа и жене, када она узима нож и уз Михаилову помоћ убија свог мужа. Младић двије године после тога покушава на путовању да заборави ханџијку, али и Анику, због које се синови сукобљавају са очевима, а мајке их проклињале због окупљања испред њене куће. Најгори Аникин непријатељ био је Петар Филиповац, трговац који је хтио да убије свог сина Андрију због ноћи проведене у њеној кући. Њу је мрзио и добрунски прота чији је син, којег никада нису интересовале жене, игром случаја дошао у Вишеград и затим га другови одвели у Аникино друштво. Аникине ријечи овоме проти дуго су се преносиле: 

„Ти си прото добрунски, а ја џизлија вишеградска. Нурије су нам подељене, и боље ти је да не дираш у оно што није твоје. Ја се нисам ни родила кад си ти прескакивао плот у Недељковице, па Недељко мислио да је јазавац у кукурузу и умало те није убио. И дан данас ти по удовичким кућама крпе мантију.”

Ово показује како је жена на злом гласу о свакоме све знала и из тог разлога јој нико није могао ништа. Приповиједа се и случај сина турског паше који је од мајке Соколовића наслиједио охоло држање и име, а од оца богатство и власт. Послије великог броја касабалија отишао је до Анике да стане на крај злу, међутим, ишао је више пута него што је требало. Он као познавалац женске љепоте није могао да не примјети Аникину несвакидашњу љепоту. Због Анике ће турски бег бити рањен. Мушкарци закључују да жену треба убити на два начина, батинама или рађањем. Једног дана Аника је пронађена мртва поред миндерлука. Није се знало ко је то учинио. Могао је бити њен ментално заостали брат Лале, који се стидио своје сестре; Михаило који је патио за њом или било који други мушкарац из Добруна. Касаба остаје мирна, као и прије Аникиних времена. Лале одлази према Ужицу, Михаило на другу страну, а мушкарци и жене се враћају својим пословима. Прича о Аники остаје усмена легенда ових крајева.

## Ликови
- Аника
- Михаило
- Лале
- Петар Филиповац
- Ханџијка
- Прото добрунски
- Турски бег